# Kate Chopin

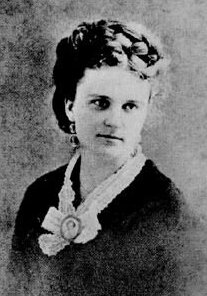
Kate Chopin (1894)

Kate Chopin (/ˈʃoʊpæn/; * 8. Februar 1850 als Katherina O’Flaherty in St. Louis; † 22. August 1904 ebenda) war eine amerikanische Schriftstellerin. Bekannt ist sie in erster Linie als Autorin des 1899 erschienenen Romans The Awakening (Das Erwachen), der heute zum Kanon der englischsprachigen Literatur zählt. Daneben verfasste sie zahlreiche Kurzgeschichten.

## Leben
Katherine O’Flaherty war väterlicherseits irisch-katholischer, mütterlicherseits französischer Abstammung. Sie war das dritte und jüngste Kind von Thomas O’Flaherty und seiner zweiten Frau, Eliza geb. Faris, die aus einer alten französischen Familie in St. Louis stammte. Ihr Vater verstarb allerdings (ebenso wie später ihre Schwester) bereits während ihrer Kindheit. 
1870 heiratete sie den Plantagenerben Oscar Chopin, zog mit ihm nach New Orleans und bekam sechs Kinder. Als die Baumwollplantage nicht mehr genug abwarf, siedelte die Familie 1879 nach Cloutierville, Natchitoches Parish, ins nordwestliche Louisiana um. Bis zum Tod ihres Mannes 1882 erfüllte Kate Chopin ihre Rolle als Hausfrau, Ehefrau und Mutter. 1884 kehrte sie auf Drängen ihrer Mutter wieder nach St. Louis zurück. Der Tod der Mutter ein Jahr später stürzte Kate Chopin in eine tiefe Krise. Ein befreundeter Arzt riet ihr, mit dem Schreiben anzufangen, um ihre Krise zu überwinden. Das Schreiben wurde für Kate Chopin zu einer Therapie, um über die erlittenen Verluste hinwegzukommen. Immer wieder stehen die Beziehung zwischen Mann und Frau im Mittelpunkt ihrer Gedichte und später ihrer Prosawerke.
Ihren ersten Roman At Fault, der das Thema einer Dreiecksbeziehung und Scheidung aufgreift, vollendete sie 1890. Während The Fault nach der Veröffentlichung von der zeitgenössischen Kritik durchaus positiv aufgenommen wurde, fand Kate Chopin für ihren zweiten Roman Young Dr. Gosse keinen Verleger. Sie vernichtete das Manuskript und begann, Kurzgeschichten zu schreiben. In den folgenden Jahren erschienen zahlreiche Erzählungen von ihr in großen Zeitschriften und wurden anschließend in den beiden Sammelbänden Bayou Folk und A Night in Acadie anthologisiert.
In ihren frühen Kurzgeschichten überwog noch der regionale Aspekt. Zunehmend ging sie jedoch über die eher äußerliche Darstellungsweise in ihren Geschichten hinaus und konzentrierte sich auf das psychische Innenleben ihrer Erzählfiguren, insbesondere der Frauengestalten. In Geschichten wie The Story of an Hour stellte sie mehr und mehr anerkannte gesellschaftliche Moralvorstellungen in Frage, was dazu führte, dass ihr Verleger stärker Zensur ausübte.
Ihr dritter Roman, der sie später berühmt machen sollte, der Ehebruchroman The Awakening (dt. Das Erwachen), löste bei seinem Erscheinen 1899 einen Skandal aus. Entgegen allen geltenden Moralvorstellungen trennt sich die Protagonistin des Romans von ihrem Ehemann und ihren beiden Kindern, zieht sich gesellschaftlich zurück und lässt sich auf zwei Liebesaffären ein. Ihr ist bewusst geworden, dass sie bis zu diesem Zeitpunkt ihres „Erwachens“ ihre Bedürfnisse nicht erfüllen und sich selbst nicht verwirklichen konnte. Allerdings gibt es keine Zukunft für die Selbstverwirklichung der Protagonistin in ihrer Gesellschaft. Daher schwimmt sie am Ende des Romans ins Meer hinaus.
Nach dem Erscheinen von The Awakening gab es unter den Kritikern nur vernichtende Urteile. Der Protagonistin des Romans wurde Egoismus, Unverantwortlichkeit und unmoralisches Handeln vorgeworfen. Der Aufruhr um den Roman zog weite Kreise: Kate Chopins einstige Freundinnen ließen sich verleugnen; die Buchhandlungen und Büchereien ihrer Heimatstadt St. Louis sonderten das Buch aus.
Als Kate Chopin 1900 eine weitere Kurzgeschichtensammlung (A Vocation and a Voice) nicht veröffentlichen konnte, zog sie sich aus dem öffentlichen Leben zurück und schrieb nur noch wenig. Im August 1904 starb Kate Chopin an einer Gehirnblutung. In der Literaturkritik und Literaturwissenschaft fand ihr Werk jahrzehntelang so gut wie keine Beachtung; The Awakening wurde nicht mehr gedruckt. Erst mit der Herausgabe der Complete Works 1969 erfuhr das literarische Schaffen Kate Chopins lange Zeit nach ihrem Tod eine bedeutende Aufwertung. So wurde vor allem in den 1970er und 1980er Jahren in zahlreichen Publikationen erneut die Aufmerksamkeit auf ihr Leben und Werk gerichtet und die bleibende literarische Qualität ihres Schaffens anerkannt. Aus heutiger Sicht gilt The Awakening als früher Roman der Frauenbewegung.

## Werke

### Im Original
- At Fault (1890)
- Bayou Folk (1894; Sammlung von Kurzgeschichten)
- A Night in Acadie (1897; Sammlung von Kurzgeschichten)
- The Awakening (1899)
- Désirée’s Baby (1893)
- Complete Novels and Stories (Gesamtwerk)

### Auf Deutsch
- Geschichte einer Stunde. Erzählungen und der Roman The Awakening. Herausgegeben und übersetzt von Barbara Becker, Petra Bräutigam, Josefine Carls, Miriam Hansen, Iris Klose, Sibylle Koch-Grünberg, Rita Maier, Heide Schlüpmann und Petra Stein. Verlag Roter Stern, 1978 (ISBN 3-87877-100-2)
- Das Erwachen: Roman. Aus dem Englischen von Barbara Becker. Mit einem Nachwort von Barbara Vinken. Neu bearbeitet von Karen Nölle und Christine Gräbe. Edition Nautilus, Hamburg 2010.
- Das Erwachen: Roman. Aus dem Englischen von Ingrid Rein. Insel-Verlag, Frankfurt am Main 1997.
- Das Erwachen: Roman. Aus dem Englischen von Ingrid Rein. ars vivendi verlag, Cadolzburg 2020 (ISBN 978-3-7472-0094-0)
- Der Sturm. Ausgewählte Erzählungen und Short Stories. Übersetzt von Elisabeth Thielicke u. a. Hrsg. von Miriam Hansen und K.D. Wolff. dtv, München 1990 (ISBN 3-423-11239-5); Goldmann, München 2002 (ISBN 3-442-72552-6)
- Die Seidenstrümpfe. Erzählungen. Hrsg., ins Deutsche übertragen und mit einem Nachwort versehen von Ingrid Rein. ars vivendi verlag, Cadolzburg 1999 (ISBN 3-89716-050-1).